# 퍼르시 크리스티안
퍼르시 크리스티안(헝가리어: Pars Krisztián, 1982년 2월 18일~)은 헝가리의 육상 선수로 주종목은 해머던지기이다. 올림픽에 4회 출전하여 2012년 하계 올림픽에서 금메달을 획득하였다. 그는 세계 선수권 대회에서 은메달 2개, 유럽 선수권 대회에서 금메달 2개, 동메달 1개를 획득하였다.

## 수훈
- 헝가리 공화국 십자공로장 -동십자장 (2004년)
- 헝가리 공화국 십자공로장 -기사십자장 (2008년)
- 헝가리 공화국 십자공로장 -장교십자장 (2012년)